# Lauro d'argento
Il Lauro d'argento (in tedesco Silberne Lorbeerblatt) è la massima onorificenza sportiva tedesca, istituita il 23 giugno 1950 da Theodor Heuss per premiare atleti e squadre che abbiano ottenuto grandissimi risultati in ambito internazionale.

## Assegnazione
Viene assegnato dal Ministro degli interni su proposta del Presidente della Federazione Tedesca degli Sport Olimpici

### Onori Individuali
- Fritz Thiedemann, Equestrianism. 25 giugno 1950.
- Inge Pohmann, Tennis. 25 giugno 1950.
- Theo Aaldering, Sollevamento pesi, 13 novembre 1955.
- Josef Strillinger, Slittino, 12 settembre 1959.
- Franz Beckenbauer, Calcio.
- Verena Bentele.
- Kirsten Bruhn, Nuoto.
- Stefanie Graf, Tennis.
- Fabian Hambüchen, Ginnastica.
- Matthias Steiner, Sollevamento pesi.
- Birgit Prinz, Calcio.
- Jens Weißflog, Ski jumping.
- Boris Becker, Tennis. 1985.
- Boris Becker e Michael Stich, Tennis 6 ottobre 1992.[1]
- Bengt Zikarsky, Nuoto.
- Michael Schumacher, 1995.
- Oliver Ortmann, Biliardo 1996
- Sebastian Vettel, 22 febbraio 2012.[2][3]
- Dirk Nowitzki.
- Lena Schöneborn, Pentathlon, 2008.
- Hans Lenk.
- Magdalena Neuner, biathlon.
- Heinrich Popow, 6 novembre 2012.